# Vellaunus
Vellaunus was een god in de Keltische mythologie die slechts bekend is van twee inscripties in de Gallo-Romeinse periode. De eerste, aangetroffen in Caerwent staat op de sokkel van een beeld als dedicatie en vermeldt:
[DEO] MARTI LENO
[S]IVE OCELO VELLAVN ET NVM AVG
M NONIVS ROMANVS OB
IMMVNITATEM COLLEGNI
D D S D
GLABRIONE ET H[OM]VLO COS D X K SEPT
"Aan de god Mars Lenus, anders gekend als Ocelus Vellaunus, en aan de keizerlijke numen wijdde M. Nonius Romanus, als privilege van het college, deze gift gebruikmakend van eigen fondsen gedurende het consulschap van Glabrio en Homulo tien dagen voor de calendae van September."
Boven op dit voetstuk zijn enkel nog een paar mensenvoeten en de poten van een gans te zien. De dedicatie dateert uit het jaar 152.
Mars Lenus was een god van de Treveri met grote cultuscentra te Trier en Pommern; Ocelus was een lokale Britse godheid, aan wie een andere steen met inscriptie werd gewijd in Caerwent, en die ook werd vereerd in Carlisle. Mars Lenus werd in Britannia klaarblijkelijk gelijkgesteld met andere gelokaliseerde Keltische godheden.
De tweede inscriptie die aan Vellaunus werd gewijd was gelokaliseerd te Hières-sur-Amby in het territorium van de Allobroges in Zuid-Gallië. Zij luidt:
AVG SACR DEO
MERCVRIO
VICTORI MAC
NIACO VEILAVNO
C CAPITOIVS MACRI
NVS RESTITVIT
"Aan Augustus en de god Mercurius de Victor Macniacus Vellaunus, C. Capitojus Macrinus leverde dit heilig voorwerp."
Hier komt Vellaunus voor als een van de vele epitheta voor Mercurius.
De wortel uellauno- komt terug in veel andere Keltische namen, zoals die van de godin Icovellauna, de held Cassivellaunos, later bekend in Welshe legenden als Caswallawn, en verder de Catuvellauni, de Zuidoost-Britse stam, waarvan de naam ook verwant lijkt met de Catalauni, Catalaunum en Catalaunia (Catalonië).
Deze wortel (uellauno-) werd op verschillende manieren geïnterpreteerd. Pierre-Henri Billy duidt het als "bon" (goed);
P.-Y. Lambert leidt het af van *uelna-mon-, wat "chef, commandant, dirigeant" betekent (hoofd, bevelhebber, leider). Die laatste afleiding werd als definitief aangenomen door Xavier Delmarre en sluit goed aan bij het Latijnse epitheton victor (overwinnaar), dat naast vellaunus staat in de Hières inscriptie.